# Beni Esmih
Beni Esmih (en árabe: بني سميح‎, en francés: Bni Smih) es un municipio marroquí en la región de Tánger-Tetuán-Alhucemas. Desde 1912 hasta 1956 perteneció a la zona norte del Protectorado español de Marruecos.